# 古安曽
古安曽（こあそ）は、長野県上田市の地名（大字）。

## 地理
上田電鉄別所線・下之郷駅、中塩田駅、塩田町駅の南に位置する。北は本郷・五加・下之郷、東は富士山、南は丸子地域（旧・小県郡丸子町）の東内・平井、西は前山に接する。
南部に独鈷山とそれに連なる山々がそびえ、そこから流れ出す尾根川や尻無川が北流し、扇状地を形作っている。尾根川は平井寺池を水源とし、東吉沢を上流端とする尻無川や、富士山からの駒瀬川を合わせ、産川へと合流している。尾根川の川筋に沿って上流から平井寺・鈴子・石神の集落が、尻無川筋には柳沢の集落がある。湖沼としては前出の平井寺池のほか、東部に来光寺池が、西部に手洗池がある（塩田平のため池群）。
- 山：独鈷山
- 河川：尾根川、尻無川、神戸川
- 湖沼：来光寺池、平井寺池、手洗池（ため池）

## 歴史

### 町名の由来
古安曽
平安時代の『和名類聚抄』に見える「安宗郷」（あそのごう、文献によっては「阿曽」・「安曽」とも）から。安曽神社から下之郷の生島足島神社にかけての地域は塩田平の中でも古くから水田が開かれていた場所とされる。
石神（いしがみ）
阿曽神社に祀られている石神明神から。
平井寺（ひらいじ）
かつて独鈷山にあった寺院「殿城山平井寺」から。

### 沿革
- 小県郡平井寺村と西松本村を前身とする。江戸時代はともに上田藩領[12]。西松本村は戦国時代に見える「西松本郷」を前身とし、東松本郷（のちの東松本村→町屋村と奈良尾村→富士山村、現在の富士山[13]）とは元々「松本郷」という一つの郷であった。江戸時代、寛永2年に西松本村が鈴子村・石神村・柳沢村の3村に分割された[14]。
- 1875年（明治8年） - 石神村・鈴子村・平井寺村・柳沢村が合併して古安曽村となる[7]。
- 1889年（明治22年）4月1日 - 町村制の施行により、下之郷・古安曽村の区域をもって東塩田村が発足。旧村域は東塩田村大字古安曽となる[7]。
- 1949年（昭和24年）9月1日 - 東塩田村・富士山村が合併し、改めて東塩田村が発足。
- 1956年（昭和31年）5月1日 - 東塩田村が西塩田村・別所村・中塩田村と合併して塩田町が発足。塩田町大字古安曽となる[7]。
- 1970年（昭和45年）4月1日 - 塩田町が上田市に編入。上田市大字古安曽となる[7]。
- 2006年（平成18年）3月6日 - （旧）上田市・真田町・武石村と合併し、（新）上田市が発足。上田市古安曽となる[15]。

## 世帯数と人口
2019年（令和元年）8月1日現在の世帯数と人口は以下の通りである。
| 大字   | 世帯数  | 人口    |
| ------ | ------- | ------- |
| 古安曽 | 757世帯 | 1,900人 |

### 人口の変遷
| 2005年（平成17年） | 2,063人 | [ 16 ] |  |
| 2010年（平成22年） | 2,026人 | [ 16 ] |  |
| 2015年（平成27年） | 1,953人 | [ 16 ] |  |

## 経済・産業
扇状地の下部は水田、上部は薬用ニンジンなどの畑のほか、リンゴやブドウなどの果樹園が広がる。信州うえだ農業協同組合（JA信州うえだ）の塩田農産物集出荷所（古安曽2079-1）や塩田カントリーエレベーター（古安曽2662）があり、塩田平における米作りの中で重要な役割を担う。戦前は養蚕業が主体であったが、戦後は依田川から導水するようになり、水田で安定した営農が可能となった。昭和40年代以降は上田市中心市街地への通勤が目立つ。
平井寺では明治初年まで「東馬焼」が特産品として生産されていた。当地の庄屋の家に生まれた林東馬が興したとされ、彼の名にちなんで「東馬焼」と呼ばれる。松代焼の職人を招いたと見られ、釉薬の出す青色や緑色などの色彩が美しく、収集家からの人気を集めている。古安曽神明前に上田市指定史跡「東馬焼窯跡」が残る。煙道を含め全長12.5メートルの登り窯で、徳利や急須などの小さなものから水瓶のような大きなものまで幅広く焼いていたが、信越本線の開業で安価な陶磁器製品が流通するようになり、衰退した。
1995年（平成7年）1月、株式会社進和製作所が町内に塩田工場を開設したが、2005年（平成17）年5月をもって東塩田林間工業団地内に移転した。

## 交通

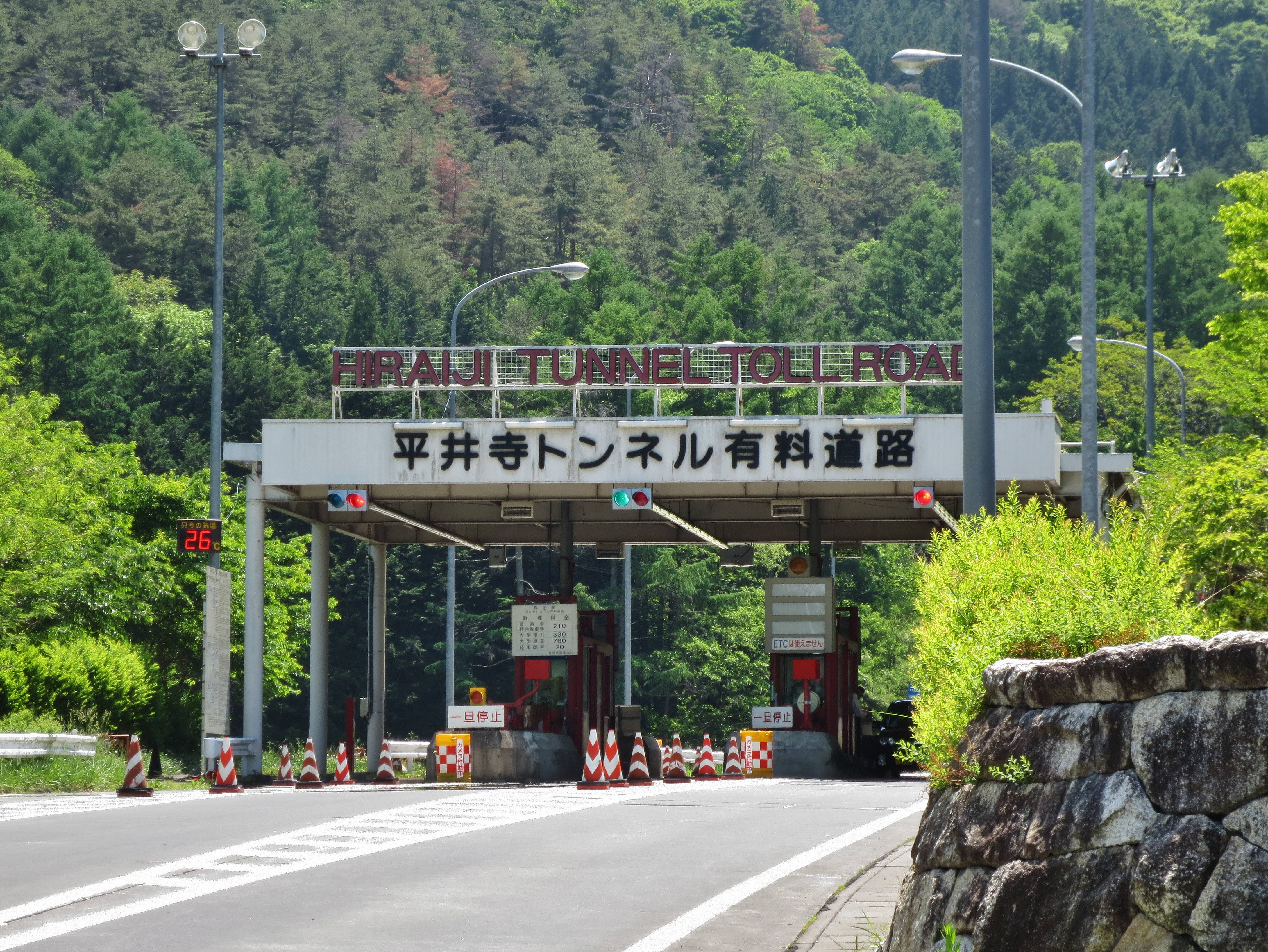
平井寺トンネル有料道路料金所（平井寺トンネル有料道路管理事務所、古安曽286-1、有料期間中であった2016年撮影、現在は無料開放）

- 長野県道65号上田丸子線 - 町域の東部を南北に走る[5]。
  - 東内へと抜ける平井寺トンネル有料道路は、上田から松本・諏訪方面へのアクセス改善を目的として1985年（昭和60年）8月に着工、1988年（昭和63年）8月に供用を開始し、2018年（平成30年）8月25日に無料開放された[23][24]。
- 長野県道82号別所丸子線 - 町域の北部を東西に走る[5]。

県道65号沿いに「石神」・「東塩田小学校」・「鈴子」バス停留所があり、上田バス「西丸子線」が運行され、下之郷駅から丸子方面へとつながっている。また、同区間には千曲バス「鹿教湯線（平井寺経由）」が運行されており、JR上田駅から町内の「平井寺」バス停留所を経て鹿教湯温泉方面へとつながっている。西部には「柳沢」・「柳沢西」・「押出」（前山との境）バス停留所があり、上田バス「東塩田線（さくら高校前〜下之郷駅）」・「東塩田線（下之郷駅〜塩田町駅〜川西医院）」が運行されている。このほか塩田町駅方面から「信州の鎌倉シャトルバス」が運行されており、無言館などの観光名所を巡回し、別所温泉方面へとつながっている。
かつては上田丸子電鉄西丸子線が通過し、石神駅や東塩田駅といった鉄道駅が設置されていたが、1963年（昭和38年）に廃止されている（上田丸子電鉄西丸子線を参照）。

## 施設

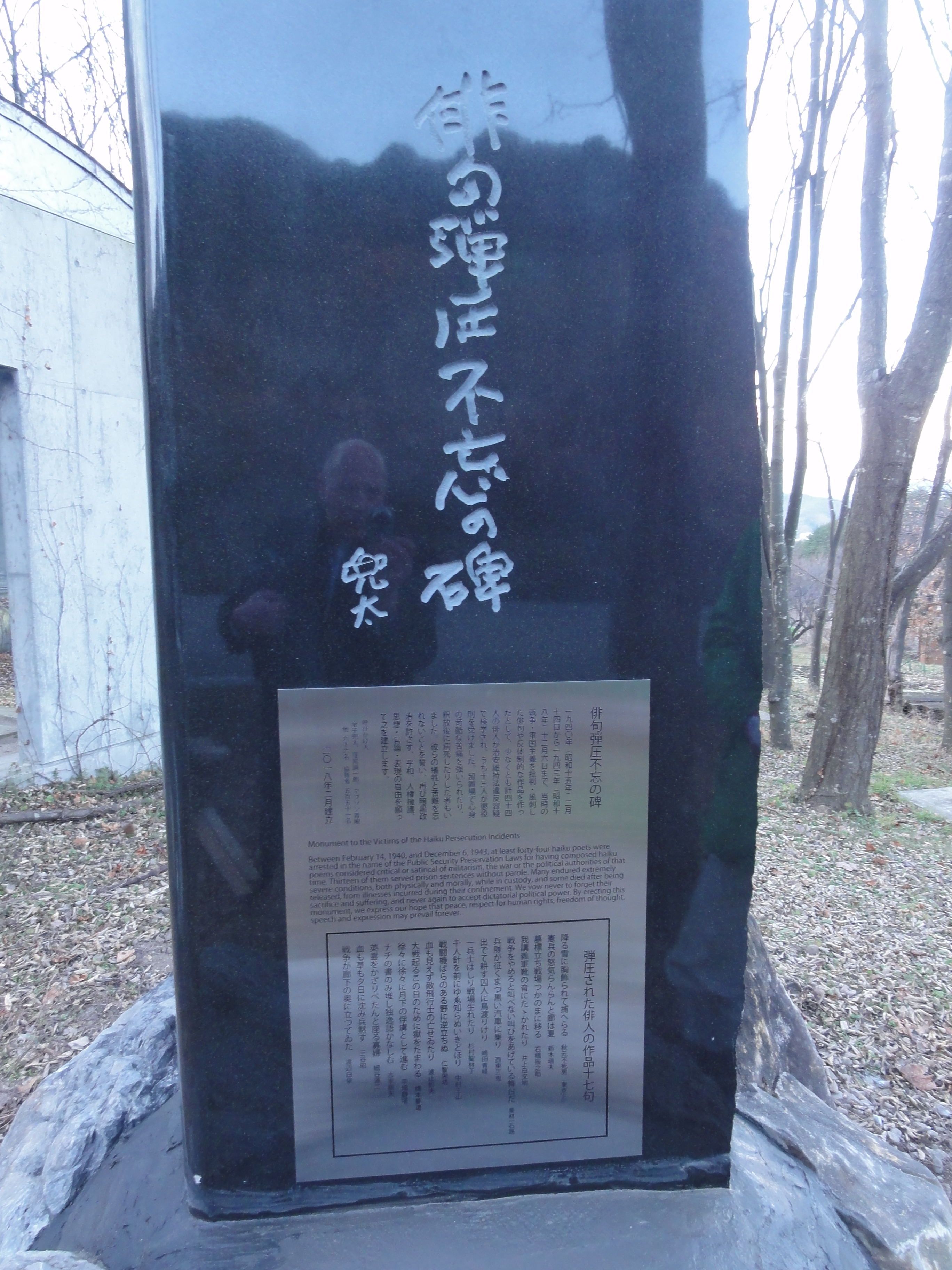
俳句弾圧不忘の碑（檻の俳句館）

- 上田市塩田公民館平井寺分館、鈴子分館、石神分館、柳沢分館[26]
- 上田市立東塩田小学校（古安曽1113）[27] - 当町のほか、富士山・下之郷・下之郷乙を学区とする[28]
- のびのび保育のすくすく園（古安曽3908-5） - 小規模保育事業所・認可外保育施設[29]。
- 東塩田児童クラブ（古安曽1929-3） - 上田市の学童保育所（放課後児童クラブ）[30]。
- 上田市東塩田老人集会場（古安曽1860番地） - 上田市コミュニティ施設条例に基づき、「地域老人の健康及び福祉の増進を図る」（引用）ことを目的に設置された施設[31]。
- 無言館（古安曽3462） - 1997年（平成9年）、信濃デッサン館の分館として開館。戦争で命を落とした画学生らの作品・遺品を展示・保存している[32]。
- 槐多庵（古安曽3478）[33] - 信濃デッサン館の別館（無期限休館中）[34]。画家・村山槐多の作品を扱う[35]。
- 檻の俳句館（古安曽3478）[36] - 2018年（平成30年）2月25日、槐多庵の隣にある無言館別棟展示室を改修して開館。戦時中に弾圧された俳人らの作品を扱う。俳人で比較文学者のマブソン青眼が館主を務める。屋外には「俳句弾圧不忘の碑」が建つ[37]（新興俳句弾圧事件を参照）。
- 山王山公園（古安曽3507番地1） - 塩田平が一望できる場所に立地する、上田市の都市公園（地区公園）。1997年（平成9年）度から整備に着手し、2008年（平成20年）3月に完成した。供用面積は33,000平方メートルで、広大な芝生広場や、野外ステージ、ローラーすべり台などの遊具、公衆便所、駐車場を備える。無言館が隣接する[38][39]。
- 信州うえだ農業協同組合（JA信州うえだ）塩田支所東塩田店（古安曽2057） - コイン精米機のほか、ガソリンスタンド「サンロードセルフSS」（古安曽2057-8、JA-SS）を隣接[17]。
- 甲田クリニック（古安曽1833） - 医療法人芳栄会が開設している医療機関。診療科目は内科・耳鼻科。40台分の駐車場がある[40]。
- 窪田薬局 （古安曽1865-5） - 有限会社アイソトープが開設している薬局。23台分の駐車場がある[41]。
- ひかり薬局 （古安曽1876-4） - 株式会社みらいが開設している薬局。8台分の駐車場がある[42]。
- 神社[43]
  - 四柱神社（古安曽1187）
  - 安曽神社（古安曽1500） - 石神地区西部に鎮座する神社。石神明神を祀っており、「石神」の地名の起こりとされている[9]。
  - 引ト伊飛五寄社（古安曽4199）
  - 六柱神社（古安曽字西山1478）
  - 古川神社（古安曽字大窪398）
- 青龍寺（古安曽4095番地） - 浄土宗の寺院。山号は南天山[44]。
- 柳沢安曽甚太夫石造五輪塔（古安曽3552-1） - 手洗池の上流に建つ2基の五輪塔。高さはそれぞれ102センチメートル、76センチメートル。塩田流北条氏の家臣らの墓とされる。上田市指定文化財（石造物）[45]。
- 遺跡[46]
  - 下清水遺跡（古安曽字下清水） - 縄文時代から平安時代にかけての遺跡。
  - 上清水遺跡（古安曽字上清水） - 縄文時代から平安時代にかけての遺跡。
  - 大六遺跡（古安曽字大六） - 縄文時代から平安時代にかけての遺跡。
  - 下宿在家遺跡（古安曽字下宿在家） - 平安時代の遺跡。
  - 神田遺跡（古安曽字神田） - 弥生時代および平安時代にかけての遺跡。
  - 栗尾遺跡（古安曽字栗尾） - 縄文時代の遺跡。
  - 宮下遺跡（古安曽字宮下） - 平安時代の遺跡。
  - 下古沢遺跡（古安曽字下古沢） - 縄文時代から平安時代にかけての遺跡。
  - 東吉沢遺跡（古安曽字東吉沢） - 縄文時代から平安時代にかけての遺跡。
  - 西吉沢遺跡（古安曽字西吉沢） - 縄文時代から平安時代にかけての遺跡。
  - 浅間遺跡（古安曽字浅間） - 縄文時代および弥生時代の遺跡。
  - 東畑遺跡（古安曽字東畑） - 平安時代の遺跡。
  - 下久根遺跡（古安曽字下久根） - 平安時代の遺跡。
  - 東安曽岡遺跡（古安曽字東安曽岡） - 縄文時代から平安時代にかけての遺跡。
  - 西畑道下遺跡（古安曽字西畑道下） - 縄文時代および弥生時代の遺跡。
  - 大道上遺跡（古安曽字大道上） - 平安時代の遺跡。
- 古墳[46]
  - 平井寺古墳（古安曽字平井寺古墳）
  - 三ッ井古墳（古安曽字三ッ井）
  - 向山古墳（古安曽字向山）
- 城跡[46]
  - 吉沢城跡（古安曽字吉沢入）
- 大六のケヤキ（古安曽2047-ロ） - ケヤキの大樹。樹高約30メートル、目通り幹囲11.7メートルで、樹齢は約800年と推定されている。ケヤキとしては長野県一の大きさで、樹種を選ばなければ月瀬の大スギに次ぐ第2位である。800年経った今でも樹勢は衰えず、幹内部に空洞は確認されず、また均整の取れた樹形を見せている。地元では「地頭木」（じとうぎ、じとうぼく）と呼ばれ親しまれている。根元に大六天を祀る。上田市指定天然記念物（植物）[47]。

## 防災
- 上田市消防団第15分団の管轄[48]。
- 南部の山際は土砂災害警戒区域に指定されており、特に河川・渓流の上流部や、県道65号・平井寺トンネル手前の斜面は特別警戒区域に指定されている[49]。
- 洪水時は尾根川・尻無川流域に広く浸水被害が生じると想定されている。指定緊急避難場所の東塩田小学校も例外ではない[49]。
- 来光寺池が決壊した場合、北部方面に広く浸水被害が生じると想定されている。指定緊急避難場所の東塩田小学校の一部では浸水高さが50センチメートルを超える場所もある。また、手洗池が決壊した場合、北北東の尻無川に沿って浸水被害が生じると想定されている[50]。
- 平井寺池が決壊した場合を想定したハザードマップは作成されていない[51]。

## その他
- 郵便番号は「386-1213」[2]。7桁化前は「386-12」[5]。管轄郵便局は上田郵便局、集配郵便局は東塩田郵便局（甲信・東海地方の郵便番号を参照）。
- 上田市立東塩田小学校、上田市立塩田中学校の学区[28]当地の近代教育は1873年（明治6年）、鈴子村に開校した「習成学校」に始まる[52]（東塩田小学校の前身、詳細は上田市立東塩田小学校を参照）。
- 平井寺自治会・鈴子自治会・石神自治会・柳沢自治会におけるごみ収集曜日は、燃やせるごみが月曜日・木曜日、プラマーク付プラスチックおよび燃やせないごみが火曜日[53]。
- 手洗池には、手塚光盛の指示で神木を切り倒す際に池の水で手を洗い清めたという話や、弘法大師こと空海が前山寺に立ち寄った際に手を洗ったという話が伝わる[54]（塩田平の民話#手洗池の名前の由来と歴史を参照）。